# 갈바니 전지

양이온 흐름이 없는 갈바니 전지

갈바니 전지(galvanic cell) 또는 볼타 전지(voltaic cell)는 과학자 루이지 갈바니와 알레산드로 볼타의 이름을 딴 전지로, 자발적인 산화-환원 반응에서 전류가 생성되는 전기화학 전지이다. 일반적인 장치는 일반적으로 두 개의 서로 다른 금속으로 구성되며, 각 금속은 염다리로 연결되거나 다공성 막으로 분리된 용액에 해당 금속 이온을 포함하는 별도의 비커에 담겨 있다.
볼타는 최초의 전기 배터리인 볼타 전지를 발명한 사람이다. '배터리'(battery)라는 단어의 일반적인 용법은 단일 갈바니 전지를 포함하도록 발전했지만 최초의 배터리에는 많은 갈바니 전지가 있었다.

## 같이 보기
- 휴지 전위
- 나노일렉트로닉스
- 납 축전지
- 전기합성